# Polní kryt z 2. světové války
Polní kryt z 2. světové války, polsky Schron polowy z czasów II Wojny Światowej, jsou ruiny zděného a železobetonového vojenského krytu z 2. světové války. Nachází se v lese v Arboretu Bramy Moravskiej (Arboretum Moravské brány) v městské čtvrti Obora města Racibórz (Ratiboř) a to na pravém břehu kanálu Ulga v krajinném parku Park Krajobrazowy Cysterskie Kompozycje Krajobrazowe Rud Wielkich v Polsku. Geograficky také patří do nížiny Ratibořská kotlina v okrese Ratiboř ve Slezském vojvodství.

## Historie, popis a legenda
Polní kryt má obdélníkový půdorys cca 2×3 m, a byl celý zapuštěný v zemině a využíval jej německý Wehrmacht. Zdi jsou postaveny z cihel a strop je tvořen železobetonovou deskou. Byl postaven s největší pravděpodobností v roce 1944 a sloužil velitelství lokalních protileteckých dělostřelců, jejichž pozice se nacházela západně nedaleko bunkru. K místu se také váže legenda o pokladu, který zde zakopala osoba utíkající před Rudou armádou a později jej náhodná osoba našla.

## Další informace
Místo je celoročně volně přístupné a to po lesní stezce která začíná u krytu Kochbunker (obočka z turistické trasy Szlak im. Polskich Szkół Mniejszościowych) a vede kolem informačního panelu v polském, anglickém, německém a českém jazyce.

## Galerie

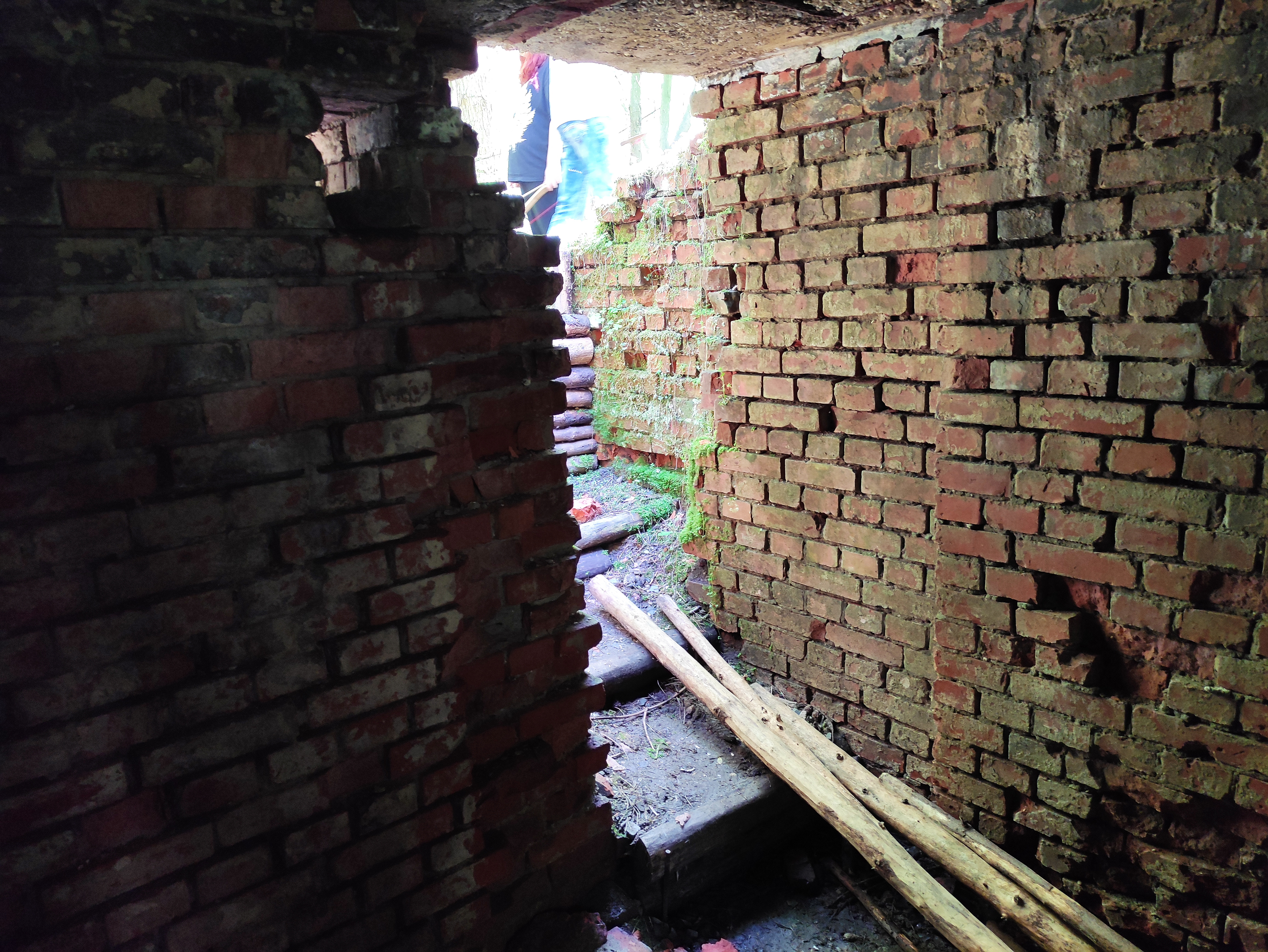
Interiér bunkru
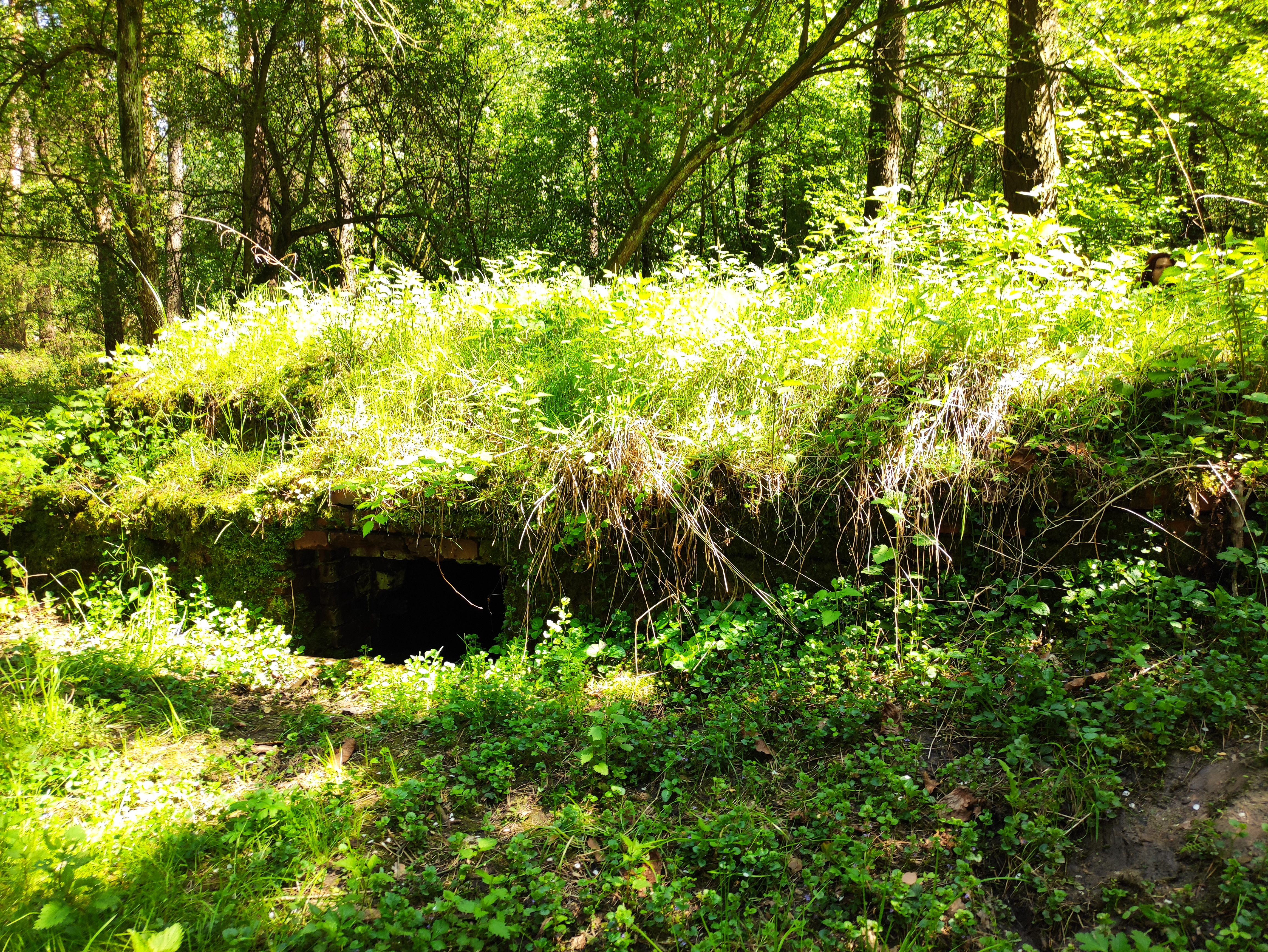
Exteriér bunkru
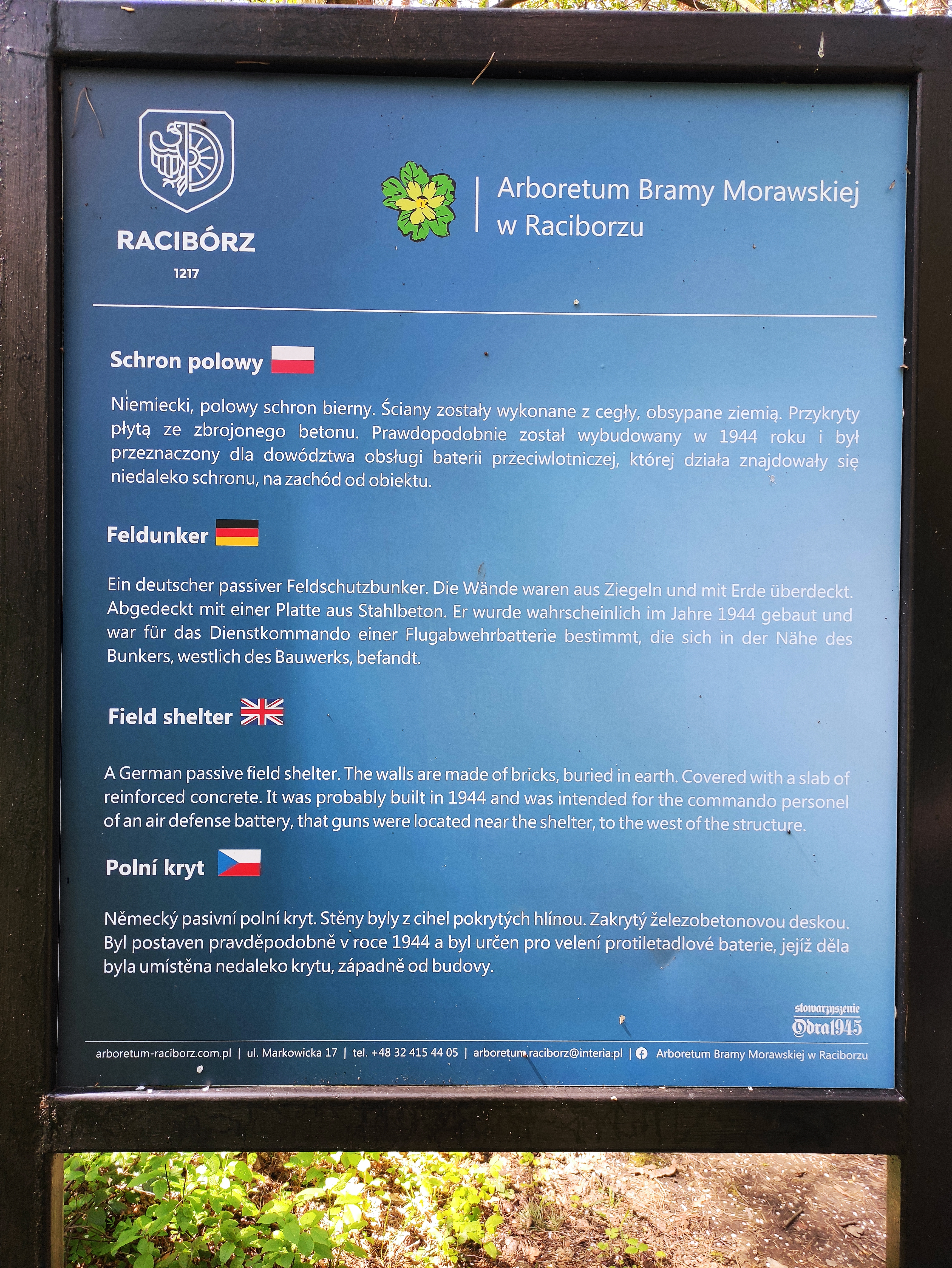
Informační panel u bunkru